# 辉景镇
辉景镇，是中华人民共和国四川省南充市顺庆区曾经下辖的一个镇。2019年9月，撤销辉景镇和桂花乡，将其所属行政区域划归李家镇管辖。

## 行政区划
辉景镇撤销前下辖以下地区：
草坝场村、桥坝沟村、毛坝子村、岳家山村、大堰沟村、五龙桥村、双桂村、乡强家嘴村、清平村、马鞍山村、野鸭滩村、洪武沟村和华光庙村。